# Céline Amaudruz
Pour les articles homonymes, voir Amaudruz.
Céline Amaudruz, née le 15 mars 1979 à Genève (originaire de Lutry), est une personnalité politique suisse, membre de l'Union démocratique du centre (UDC). Elle est députée du canton de Genève au Conseil national depuis décembre 2011.

## Biographie
Céline Marie-Claire Amaudruz, naît le 15 mars 1979 à Genève. Elle est originaire de Lutry, dans le canton de Vaud. Elle a une sœur. Son père, Michel Amaudruz, est avocat, tout comme sa mère, Dominique. Membre de l'UDC, ce dernier siège à l'Assemblée constituante de Genève de 2008 à 2012, est conseiller municipal de 2011 à 2013 et enfin député au Grand Conseil de 2013 à 2015. En 2009, ils fondent une association de défense du secret bancaire, « Carton rouge », dissoute en 2017. Ils apparaissent en 2021 dans les Pandora Papers en tant qu'intermédiaires financiers.
Elle est titulaire d'une licence en droit de l'Université de Genève et, depuis 2019, d'un master en administration de l’IMD Business School.
Elle travaille d'abord six ans avec ses parents, puis devient gestionnaire de fortune, à partir de 2006, notamment auprès de Julius Bär, d'UBS et au sein de l’étude Poncet Turrettini Amaudruz Neyroud & Associés. Elle travaille depuis 2022 pour la banque Reyl, où elle est nommée directrice en 2025. Elle est en 2017 la parlementaire romande la plus riche.
Elle a longtemps pratiqué l'équitation et participé à des concours.
Elle est mariée depuis le 11 septembre 2021 à Michael Andersen, conseiller fiscal pour Deloitte. Michael Andersen est conseiller municipal (législatif) UDC à Vandœuvres, puis député au Grand Conseil du canton de Genève à partir d'avril 2023.

## Parcours politique
Elle adhère à l'Union démocratique du centre (UDC) en 2009, après que Soli Pardo a contacté son père pour dénicher des candidatures féminines pour la prochaine élection au Grand Conseil. D'abord réticente, elle se laisse convaincre, d'autant qu'elle a beaucoup d'admiration pour Christoph Blocher et qu'elle partage les idées du parti, notamment son opposition à l'Union européenne,,,.
Huit mois plus tard, elle est élue au Grand Conseil du canton de Genève le 11 octobre 2009 ; elle y siège jusqu'en octobre 2011. Elle siège également au Conseil municipal de la commune de Puplinge de 2011 à 2012. 
Elle est présidente de l'UDC du canton de Genève depuis août 2010 et l'un des vice-présidents de l'UDC suisse depuis avril 2016. Son nom est évoqué pour reprendre les rênes du parti agrarien après la démission d’Albert Rösti au mois de janvier 2020. Elle a par ailleurs fait partie de l'équipe de campagne de Guy Parmelin pour son élection au Conseil fédéral.
Elle est élue au Conseil national en 2011 (derrière Yves Nidegger), à l’âge de 32 ans. Elle est réélue à trois reprises (2015, 2019 et 2023), obtenant à chaque fois le meilleur résultat de son parti. Elle est également candidate au Conseil des États en 2015, 2019 et 2023, mais n'est pas élue.
Elle siège depuis 2015 à la Commission de l’économie et des redevances (CER) et, depuis 2019, à la Commission de la sécurité sociale et de la santé publique (CSSS). Elle préside cette dernière en 2023.

### Prises de position
Parmi ses combats politiques, elle défend la cause des femmes et dénonce les violences qu’elles peuvent subir, déplorant les inégalités notamment en matière de salaires. Elle réclame un durcissement des peines dans les affaires de viol, avec prison obligatoire, et demande un travail de pédagogie auprès des juges sur la notion de non-consentement,. Elle s'oppose en 2013 à l'initiative populaire « Financer l'avortement est une affaire privée » alors que celle-ci est soutenue par l'UDC. Elle se distingue également de son parti en soutenant le congé paternité et la création de davantage de crèches.
Elle s'est aussi investie dans le domaine des transports, défendant l’initiative « Pour une traversée de la rade »,,, ainsi que l'utilisation de bus électriques au sein des TPG.
Elle a porté le débat sur l'insécurité dans les régions frontalières,.
Elle s'engage en 2022 pour le recul de l’âge de la retraite des femmes à 65 ans, y voyant « une première étape pour assurer la pérennité » de l’assurance vieillesse.

### Autres mandats
Elle est membre de l'Action pour une Suisse indépendante et neutre. 
Elle est membre du conseil d’administration du Groupe Minoteries SA. Elle est présidente de TP Publicité SA, vice-présidente des Transports publics genevois. Elle fait également partie du « groupe de réflexion » du Groupe Mutuel, qui rémunère une dizaine de parlementaires fédéraux à hauteur de 10 000 CHF par an pour cinq séances.

## Affaires

### Conduite en état d'ivresse
En décembre 2016, elle est interpellée pour conduite en état d'ivresse (avec une alcoolémie près de quatre fois supérieure à la limite légale), ce qui lui vaut une condamnation pénale un mois plus tard. Son comportement lors de cet épisode lui vaut des critiques, : elle ne s'arrête pas à la première sommation de la police, refuse d'abord de se soumettre à l'éthylomètre et tente de joindre le procureur Olivier Jornot, puis le conseiller fédéral UDC Guy Parmelin,.

### Dénonciation de harcèlement sexuel au Parlement
Le 1er décembre 2017, en marge de l'affaire Buttet, elle prend la parole pour avertir de la présence de harcèlement sexuel au parlement et confier qu'elle en a été victime récemment, tout en refusant de nommer l'auteur. Le Matin Dimanche a confirmé que Yannick Buttet est bien la personne à qui elle faisait référence : les faits se sont déroulés lors de l'élection du conseiller fédéral Ignazio Cassis ; Yannick Buttet avait dû être raccompagné à la sortie du Palais fédéral par la police,,.